# معركة كان (1346)
كانت معركة كان هجومًا شنته قوات من مملكة إنجلترا في 26 يوليو عام 1346، بقيادة الملك إدوارد الثالث، على بلدتي كان ونورماندي التي تسيطر عليهما فرنسا، كجزء من حرب المائة عام.
كان الهجوم جزءًا من رحلة إدوارد الثالث، التي بدأت قبل شهر عندما هبط الإنجليز في نورماندي. فشل الفرنسيون في اعتراض وسائل النقل الإنجليزية في البحر وفوجئوا، مع جيشهم الرئيسي المكون من أكثر من 15 ألف رجل في غشكونية. لم يكن للإنجليز معارضة في الواقع، ودمروا الكثير من نورماندي قبل الاعتداء على كان. هاجم جزء من الجيش الإنجليزي، الذي تكون من 12-15 ألف جندي، بقيادة إيرلز من ورك ونورثامبتون، كان قبل الوقت المحدد. كانت كان محصنة بحامية من 1000 إلى 1500 جندي، وانضم إليهم عدد كبير غير معروف من رجال المدينة المسلحين يقودهم راؤول الثاني كونت أو، (أو: بلدية فرنسية تابعة لإقليم السين البحرية بمنطقة نورماندي)، وهو شرطي فرنسا الكبير. استولى الجنود على المدينة في الهجوم الأول. قُتل أكثر من 5000 جندي من الجنود العاديين وسكان البلدة، وأُسر عدد قليل من النبلاء. استمر نهب البلدة لمدة خمسة أيام.
سار الإنجليز إلى نهر السين بعد خمسة أيام من اقتحام المدينة. كانوا على بعد 20 ميلًا (32 كيلومترًا) من باريس بحلول 12 أغسطس. هزموا الفرنسيين بشدة في معركة كريسي في 26 أغسطس بعد توجههم إلى الشمال. بدأ الإنجليز بعد ذلك حصارًا ناجحًا لكاليه، والذي كان له تأثير كبير على ما تبقى من الحرب.

## ما بعد الكارثة
بدأ الإنجليز المنتصرون حملة تخريب في المدينة، إذ حرقوا معظمها بشكل كلي، واستولوا على آلاف الجنيهات من الأشياء الثمينة، وذلك بالإضافة إلى مقتل حوالي نصف سكان المدينة، وفرّ الباقون إلى الريف، وطاردهم سلاح الفرسان. اغتصب الإنكليز النساء بشكل جماعي في حالة سكر، ولكن الفرسان الإنجليز أنقذوا بعض الفتيات، إما من التعرض للاغتصاب أو من القتل بعد ذلك. دُفِن ما لا يقل عن 2500 جثة فرنسية في وقت لاحق في مقابر جماعية خارج المدينة، ويقال إن إجمالي القتلى قد تجاوز 5000. لم تُسجّل إصابات في صفوف الإنجليز غير رجل واحد، وذلك على الرغم من أعداد الخسائر الكبيرة في صفوف الرماة المجندين ورماة الرمح.
استمر نهب المدينة لمدة خمسة أيام، حاول خلالها إدوارد وفشل في الاستيلاء على القلعة، وكرّم قبر سلفه ويليام الفاتح، الذي دُفِن في المدينة. كان من بين الأسرى العديد من النبلاء الفرنسيين البارزين، الذين احتُجزوا لعدة سنوات قبل أن يفديهم خاطفوهم الإنجليز، وكان من بينهم كونت أو، الذي بقي سجينًا في إنجلترا حتى عام 1350، والذي أُعدِم عندما عاد إلى فرنسا بإجراءات موجزة بأمر من الملك الفرنسي. اكتشف الإنجليز إعلانًا من فيليب يأمر الأطراف النورماندية المهاجمة بنهب الساحل الجنوبي لإنجلترا؛ والذي استخدمته مجموعات التجنيد الإنجليزية لعدة سنوات لإثارة المشاعر المعادية للفرنسيين.
تحرك الجيش الإنجليزي في 1 أغسطس جنوبا إلى نهر السين ثم باتجاه باريس، وكانوا على بعد 20 ميلًا من باريس بحلول 12 أغسطس. اتجهوا شمالًا بعد ذلك، وانتصروا في معركة بلانشيتك بعد شهر من الاستيلاء على كان حيث شقوا طريقهم عبر نهر السوم. تعرض الجيش الفرنسي الرئيسي بقيادة فيليب السادس لهزيمة ساحقة في معركة كريسي مع خسائر فادحة في الأرواح في 28 أغسطس. أنهى إدوارد الثالث الحملة بفرض حصار على كاليه، التي سقطت بعد اثني عشر شهرًا، وأمّن بذلك على ميناء إعادة تصدير إنكليزي في شمال فرنسا، واستمرت لمدة مئتي عام.